# 国立病院機構姫路医療センター

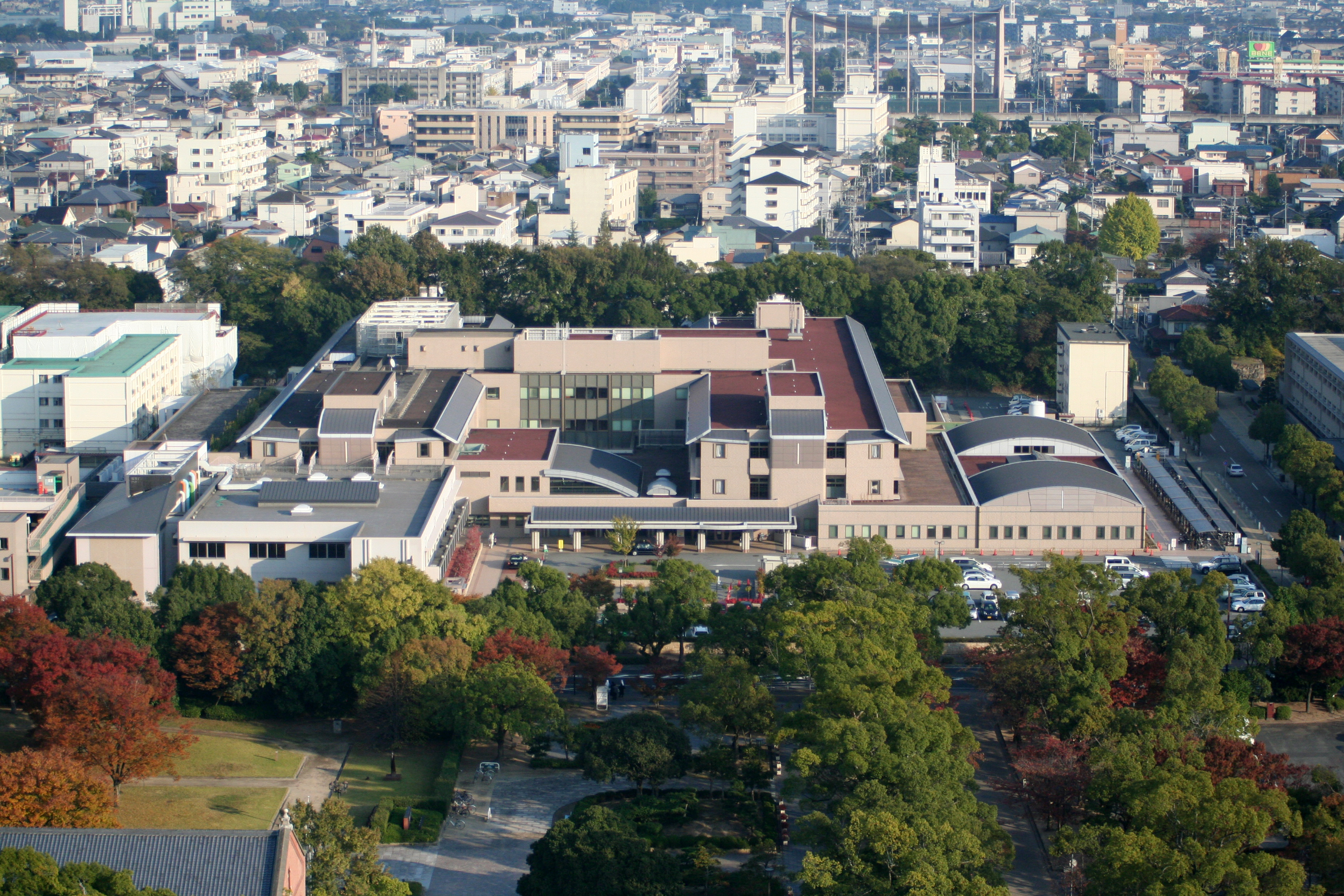
病院俯瞰

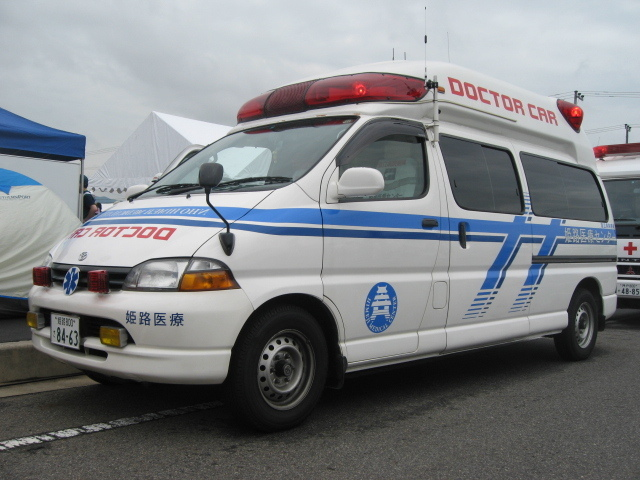
ドクターカー

独立行政法人国立病院機構姫路医療センター（どくりつぎょうせいほうじんこくりつびょういんきこうひめじいりょうセンター）は、兵庫県姫路市にある医療機関。独立行政法人国立病院機構が運営する病院である。旧国立姫路病院。姫路城の東に位置する。政策医療分野におけるがん、循環器病、成育医療、骨・運動器疾患の専門医療施設であり、地域がん診療連携拠点病院、エイズ治療拠点病院などの指定を受ける。附属の看護学校を有する。

## 沿革
- 1898年5月16日 - 姫路陸軍衛戍病院として設置。
- 1945年12月1日 - 陸軍省より厚生省へ移管、国立姫路病院として発足。
- 1947年6月13日 - 昭和天皇が行幸（昭和天皇の戦後巡幸）[1]。
- 2001年1月6日 - 厚生労働省へ移管。
- 2004年4月1日 - 独立行政法人国立病院機構へ移管、現名称に変更。
- 2007年1月31日 - 地域がん診療連携拠点病院の指定を受ける。
- 2010年4月1日 - 災害拠点病院（地域災害医療センター）の指定を受ける。

## 診療科
- 内科
- 呼吸器内科
- 消化器内科
- 循環器内科
- 糖尿病内分泌内科
- 血液内科
- 小児科
- 外科
- 整形外科
- 形成外科
- 脳神経外科
- 呼吸器外科
- 皮膚科
- 泌尿器科
- 眼科
- 耳鼻咽喉科
- 放射線科
- 麻酔科
- リウマチ科
- リハビリテーション科
- 臨床検査科
- 病理診断科

## 医療機関の指定等
- 保険医療機関
- 救急告示医療機関
- 労災保険指定医療機関
- 指定自立支援医療機関（更生医療・育成医療・精神通院医療）
- 結核指定医療機関
- 指定養育医療機関
- 戦傷病者特別援護法指定医療機関
- 原子爆弾被害者一般疾病医療取扱医療機関
- 災害拠点病院
- DMAT指定施設
- 臨床研修指定病院
- がん診療連携拠点病院
- エイズ治療拠点病院
- DPC対象病院

## 交通アクセス
- JR西日本山陽本線姫路駅より神姫バス。
- 姫路駅より徒歩約20分。
- 播但線京口駅より徒歩約15分。